# Corcoran, Kalifornien
Corcoran är en stad (city) i Kings County, i delstaten Kalifornien, USA. Enligt United States Census Bureau har staden en folkmängd på 24 888 invånare (2011) och en landarea på 19,3 km².
I den södra delen av staden ligger de delstatliga fängelserna California State Prison, Corcoran och California Substance Abuse Treatment Facility and State Prison, Corcoran.